# Dactylopodola australiensis
Dactylopodola australiensis är en djurart som tillhör fylumet bukhårsdjur, och som beskrevs av Eric Hochberg 2003. Dactylopodola australiensis ingår i släktet Dactylopodola och familjen Chordodasyidae. Inga underarter finns listade i Catalogue of Life.